# Карагайский район
Карага́йский райо́н — административный район Пермского края. На территории района образован Карагайский муниципальный округ. Административный центр — село Карагай. Площадь — 2394,03 км². Население — ↘20 192 чел. (2023). Национальный состав (2010): русские — 92,7 %, коми-пермяки — 2,35 %.

## География
Карагайский район расположен на западе края, в бассейне рек Обвы (среднее течение) и Нердвы.
Район протянут с севера на юг на 90 км, с запада на восток на 45 км, площадь — 2394,03 км². Граничит на юго-востоке с Нытвенским, на юго-западе с Верещагинским городскими округами, на западе с Сивинским муниципальным округом, на северо-западе и севере с Коми-Пермяцким округом и на востоке с Ильинским районами. Расстояние от Карагая до ст. Менделеево 12 км, до г. Кудымкар — 89 км. Расстояние до административного центра региона, Перми — 110 км.
Основными природными богатствами района являются лес, торф, песок, гравий, глина.
Район расположен в южной тайге, по сравнению с севером края здесь не так много леса. В составе растительности преобладает еловая, пихтово-еловая и пихтовая южная тайга, на долю которой приходится до 75 % площади лесов. Сосновые — составляют до 4 %, а остальные леса лиственные. Рельеф территории почти повсеместно сильно всхолмлённый. Равные водораздельные пространства изрезаны многочисленными оврагами и логами. Широкая долина Обвы дренирует центральную часть района.
Основной водной артерией является река Обва (длина — 225 км; берёт начало в северо-западной части Сивинского района). Другой крупной рекой является р. Нердва (берёт начало в южной части Коми-Пермяцкого округа). К числу малых рек и речек относятся Ния, Рязанка, Зырянка, Язьва, Дымка, Солодяна, Кущерка, Гудыры, Иванькова, В-Кукушка, Лопва, Усть-Ширьяна, Б-Язьва, Лысьва, Карагайка, Костьящерка, Резка, Сюрва, Юсьва и другие.
Реки района богаты рыбой. Преобладают: щука, окунь, лещ, налим, язь, плотва, головль, карась, карп и другие. Из животного мира интерес представляют промысловые животные — хищные и грызуны и некоторые виды птиц.

### Климат
Климат территории района умеренно континентальный с продолжительной и холодной зимой и тёплым, но коротким летом, достаточным количеством атмосферных осадков. Климат сравнительно благоприятен для всех сельскохозяйственных культур, выращиваемых в Пермской области.
Среднегодовая температура воздуха +1,0 ÷ +1,2 °C, средняя температура июля +17,6 °C, средняя температура января −15,7 °C. Безморозный период на высоте 2 м — 100—130 дней. Осадков в году выпадает 430—450 мм, две трети которых приходится на май-октябрь. Снег высотой 40-50 см лежит 150—155 дней.

## История
4 ноября 1959 года к Карагайскому району был присоединён Нердвинский район.

## Население
| 2000    | 2002    | 2005    | 2006    | 2007    | 2008    | 2009    | 2010    | 2011    |
| ------- | ------- | ------- | ------- | ------- | ------- | ------- | ------- | ------- |
| 25 831  | ↘24 792 | ↘24 503 | ↘24 400 | ↘24 200 | ↘23 907 | ↘23 725 | ↘22 875 | ↘22 848 |
| 2012    | 2013    | 2014    | 2015    | 2016    | 2017    | 2018    | 2019    | 2020    |
| ↘22 604 | ↘22 080 | ↘21 756 | ↘21 609 | ↘21 503 | ↘21 468 | ↘21 338 | ↘21 228 | ↘21 023 |
| 2021    | 2023    |         |         |         |         |         |         |         |
| ↘20 731 | ↘20 192 |         |         |         |         |         |         |         |

Половину населения составляет трудоспособное (50,2 %), почти третью часть — моложе трудоспособного (31,3 %). Пенсионеры составляют 18,2 % жителей района.

### Национальный состав
По результатам переписи 2010 года основное население района составляют русские — 92,7 %. Также проживают: коми-пермяки — 2,35 %, азербайджанцы — 0,95 %; удмурты — 0,77 %; армяне — 0,59 %.

## Муниципальное устройство
В рамках организации местного самоуправления на территории района функционирует Карагайский муниципальный округ (с 2004 до 2020 гг. — Карагайский муниципальный район).
В 2004 году в составе новообразованного муниципального района были созданы 7 сельских поселений. В 2018 году было упразднено Козьмодемьянское сельское поселение, включённое в Карагайское сельское поселение.
| № | Наименование                      | Административный центр | Количество населённых пунктов | Население (чел.) |
| - | --------------------------------- | ---------------------- | ----------------------------- | ---------------- |
| 1 | Карагайское сельское поселение    | село Карагай           | 47                            | ↘9517            |
| 2 | Менделеевское сельское поселение  | посёлок Менделеево     | 14                            | ↘5670            |
| 3 | Нердвинское сельское поселение    | село Нердва            | 43                            | ↘1990            |
| 4 | Никольское сельское поселение     | деревня Ярино          | 23                            | ↘1151            |
| 5 | Обвинское сельское поселение      | село Обвинск           | 24                            | ↘1166            |
| 6 | Рождественское сельское поселение | село Рождественск      | 22                            | ↘1529            |

В 2020 году все сельские поселения вместе со всем Карагайским муниципальным районом были упразднены и преобразованы путём их объединения в новое муниципальное образование — Карагайский муниципальный округ.

## Населённые пункты
В Карагайский район входят 168 населённых пунктов.
| №   | Населённый пункт   | Тип     | Население | Бывшее сельское поселение |
| --- | ------------------ | ------- | --------- | ------------------------- |
| 1   | Азово              | деревня | 152       | Менделеевское             |
| 2   | Аликино            | деревня | 1         | Козьмодемьянское          |
| 3   | Антонята           | деревня | 271       | Обвинское                 |
| 4   | Бажино             | деревня | 2         | Нердвинское               |
| 5   | Баранята           | деревня | 19        | Карагайское               |
| 6   | Батино             | деревня | 0         | Рождественское            |
| 7   | Бахарята           | деревня | 0         | Обвинское                 |
| 8   | Беклемышево        | деревня | 32        | Карагайское               |
| 9   | Богданово          | деревня | 17        | Менделеевское             |
| 10  | Богоявленск        | село    | 15        | Никольское                |
| 11  | Большая Казань     | деревня | 48        | Никольское                |
| 12  | Борщово            | деревня | 23        | Никольское                |
| 13  | Бурдово            | деревня | 0         | Рождественское            |
| 14  | Быстрята           | деревня | 7         | Нердвинское               |
| 15  | Ванево             | деревня | 3         | Нердвинское               |
| 16  | Ванькино           | деревня | 0         | Нердвинское               |
| 17  | Вахрушево          | деревня | 12        | Карагайское               |
| 18  | Вдовино            | деревня | 88        | Рождественское            |
| 19  | Вишня              | деревня | 12        | Рождественское            |
| 20  | Волеги             | деревня | 14        | Менделеевское             |
| 21  | Володино           | деревня | 1         | Рождественское            |
| 22  | Волчата            | деревня | 19        | Обвинское                 |
| 23  | Воскресенск        | село    | 333       | Рождественское            |
| 24  | Гаврята            | деревня | 17        | Карагайское               |
| 25  | Грудная            | деревня | 70        | Нердвинское               |
| 26  | Гудыри             | деревня | 14        | Никольское                |
| 27  | Гурино             | деревня | 94        | Карагайское               |
| 28  | Денисята           | деревня | 0         | Нердвинское               |
| 29  | Детлята            | деревня | 16        | Нердвинское               |
| 30  | Доронево           | деревня | 19        | Нердвинское               |
| 31  | Дубренята          | деревня | 2         | Козьмодемьянское          |
| 32  | Дубровята          | деревня | 39        | Карагайское               |
| 33  | Егоршата           | деревня | 0         | Обвинское                 |
| 34  | Елино              | деревня | 17        | Карагайское               |
| 35  | Ермаки             | деревня | 0         | Никольское                |
| 36  | Ерушниково         | деревня | 3         | Козьмодемьянское          |
| 37  | Ершовка            | деревня | 2         | Козьмодемьянское          |
| 38  | Ефремята           | деревня | 172       | Карагайское               |
| 39  | Жданово            | деревня | 0         | Рождественское            |
| 40  | Заболотная         | деревня | 10        | Козьмодемьянское          |
| 41  | Запольская         | деревня | 176       | Карагайское               |
| 42  | Зотичи             | деревня | 8         | Нердвинское               |
| 43  | Зюкай              | село    | 282       | Карагайское               |
| 44  | Иваньково          | деревня | 167       | Козьмодемьянское          |
| 45  | Ивашково           | деревня | 0         | Карагайское               |
| 46  | Кадилово           | деревня | 226       | Менделеевское             |
| 47  | Кайгородово        | деревня | 44        | Карагайское               |
| 48  | Канюсята           | деревня | 163       | Обвинское                 |
| 49  | Карагай            | село    | ↗6716     | Карагайское               |
| 50  | Карпики            | деревня | 24        | Карагайское               |
| 51  | Карповка           | деревня | 18        | Карагайское               |
| 52  | Квашнята           | деревня | 24        | Никольское                |
| 53  | Кильяново          | деревня | 0         | Никольское                |
| 54  | Киршино            | деревня | 7         | Менделеевское             |
| 55  | Киселево           | деревня | 7         | Никольское                |
| 56  | Климята            | деревня | 9         | Никольское                |
| 57  | Козьмодемьянск     | село    | ↘602      | Козьмодемьянское          |
| 58  | Колганы            | деревня | 2         | Обвинское                 |
| 59  | Колупаево          | деревня | 8         | Карагайское               |
| 60  | Колышкино          | деревня | 227       | Обвинское                 |
| 61  | Коновалово         | деревня | 0         | Рождественское            |
| 62  | Кормино            | деревня | 5         | Нердвинское               |
| 63  | Костьящер          | деревня | 304       | Карагайское               |
| 64  | Котельники         | деревня | 15        | Рождественское            |
| 65  | Кочнево            | деревня | 2         | Рождественское            |
| 66  | Кузем              | деревня | 30        | Карагайское               |
| 67  | Кузьмино           | деревня | 98        | Менделеевское             |
| 68  | Лазарята           | деревня | 0         | Козьмодемьянское          |
| 69  | Ларино             | деревня | 11        | Никольское                |
| 70  | Левино             | деревня | 139       | Нердвинское               |
| 71  | Левково            | деревня | 4         | Никольское                |
| 72  | Лысехино           | деревня | 5         | Нердвинское               |
| 73  | Лямкино            | деревня | 38        | Нердвинское               |
| 74  | Макарово           | деревня | 7         | Козьмодемьянское          |
| 75  | Мальчиково         | деревня | 11        | Карагайское               |
| 76  | Марковина          | деревня | 5         | Никольское                |
| 77  | Менделеево         | посёлок | ↘3115     | Менделеевское             |
| 78  | Микишево           | деревня | 4         | Нердвинское               |
| 79  | Митронино          | деревня | 4         | Никольское                |
| 80  | Мишино             | деревня | 3         | Никольское                |
| 81  | Монастырек         | деревня | 8         | Никольское                |
| 82  | Мухино             | деревня | 6         | Рождественское            |
| 83  | Нердва             | село    | 1025      | Нердвинское               |
| 84  | Нефедово           | деревня | 25        | Карагайское               |
| 85  | Нижнее Поселье     | деревня | 17        | Обвинское                 |
| 86  | Нижний Кущер       | деревня | 188       | Козьмодемьянское          |
| 87  | Никольское         | село    | 230       | Никольское                |
| 88  | Ния                | деревня | 86        | Никольское                |
| 89  | Новоодинцово       | деревня | 15        | Нердвинское               |
| 90  | Новоселово         | деревня | 8         | Нердвинское               |
| 91  | Новый              | посёлок | 27        | Нердвинское               |
| 92  | Обвинск            | село    | 583       | Обвинское                 |
| 93  | Одинцово           | деревня | 22        | Нердвинское               |
| 94  | Омеличи            | деревня | 7         | Обвинское                 |
| 95  | Опалёна            | деревня | 7         | Козьмодемьянское          |
| 96  | Оськино            | деревня | 40        | Менделеевское             |
| 97  | Ошмаш              | деревня | 192       | Карагайское               |
| 98  | Паздниково         | село    | 26        | Козьмодемьянское          |
| 99  | Парашино           | деревня | 12        | Рождественское            |
| 100 | Пасино             | деревня | 12        | Обвинское                 |
| 101 | Патрушево          | деревня | 3         | Обвинское                 |
| 102 | Пашково            | деревня | 16        | Карагайское               |
| 103 | Пашково            | деревня | 9         | Менделеевское             |
| 104 | Перы               | деревня | 31        | Рождественское            |
| 105 | Петрушата          | деревня | 6         | Обвинское                 |
| 106 | Петрята            | деревня | 98        | Козьмодемьянское          |
| 107 | Петухи             | деревня | 8         | Менделеевское             |
| 108 | Площадка 1358-й км | нп      | 1         | Никольское                |
| 109 | Подюково           | деревня | 43        | Нердвинское               |
| 110 | Полюдово           | деревня | 4         | Никольское                |
| 111 | Посердцы           | деревня | 6         | Рождественское            |
| 112 | Прокино            | деревня | 118       | Нердвинское               |
| 113 | Пролетарский       | посёлок | 26        | Нердвинское               |
| 114 | Пусторамино        | деревня | 0         | Обвинское                 |
| 115 | Пушкарня           | деревня | 13        | Рождественское            |
| 116 | Пыжьянка           | деревня | 81        | Карагайское               |
| 117 | Рачево             | деревня | 81        | Нердвинское               |
| 118 | Рождественск       | село    | 978       | Рождественское            |
| 119 | Русскино           | деревня | 93        | Никольское                |
| 120 | Рязаново           | деревня | 13        | Карагайское               |
| 121 | Савино             | деревня | ↗2121     | Менделеевское             |
| 122 | Савино             | деревня | 4         | Нердвинское               |
| 123 | Самунята           | деревня | 10        | Карагайское               |
| 124 | Санниково          | деревня | 6         | Обвинское                 |
| 125 | Сенево             | деревня | 11        | Нердвинское               |
| 126 | Сергино            | деревня | 0         | Обвинское                 |
| 127 | Сивково            | деревня | 4         | Нердвинское               |
| 128 | Сидорово           | деревня | 0         | Нердвинское               |
| 129 | Силкино            | деревня | 0         | Нердвинское               |
| 130 | Сильново           | деревня | 36        | Карагайское               |
| 131 | Симаково           | деревня | 6         | Обвинское                 |
| 132 | Сопино             | деревня | 53        | Нердвинское               |
| 133 | Сосновка           | деревня | 2         | Обвинское                 |
| 134 | Сосуново           | деревня | 0         | Карагайское               |
| 135 | Старая Пашня       | деревня | 167       | Нердвинское               |
| 136 | Старый Посад       | деревня | 124       | Нердвинское               |
| 137 | Сюзьвяки           | деревня | 391       | Никольское                |
| 138 | Терехино           | деревня | 198       | Карагайское               |
| 139 | Терешата           | деревня | 13        | Карагайское               |
| 140 | Тесникова          | деревня | 1         | Рождественское            |
| 141 | Тобольская         | деревня | 39        | Нердвинское               |
| 142 | Трутнята           | деревня | 9         | Обвинское                 |
| 143 | Турпаново          | деревня | 21        | Менделеевское             |
| 144 | Тухта              | деревня | 0         | Рождественское            |
| 145 | Тюхтино            | деревня | 1         | Никольское                |
| 146 | Узлос              | посёлок | 15        | Менделеевское             |
| 147 | Усть-Лысьва        | деревня | 5         | Карагайское               |
| 148 | Усть-Нердва        | деревня | 11        | Рождественское            |
| 149 | Фарино             | деревня | 7         | Нердвинское               |
| 150 | Филина             | деревня | 20        | Нердвинское               |
| 151 | Фролово            | деревня | 396       | Рождественское            |
| 152 | Харичи             | деревня | 147       | Менделеевское             |
| 153 | Ценята             | деревня | 24        | Карагайское               |
| 154 | Цивино             | деревня | 12        | Обвинское                 |
| 155 | Чайпыж             | деревня | 3         | Карагайское               |
| 156 | Чаловка            | деревня | 52        | Карагайское               |
| 157 | Челва              | деревня | 25        | Нердвинское               |
| 158 | Черепаново         | деревня | 6         | Нердвинское               |
| 159 | Чёрная             | деревня | 14        | Обвинское                 |
| 160 | Шавшуки            | деревня | 14        | Рождественское            |
| 161 | Шалимята           | деревня | 2         | Обвинское                 |
| 162 | Шандыши            | деревня | 1         | Обвинское                 |
| 163 | Шаруново           | деревня | 1         | Обвинское                 |
| 164 | Шумиха             | посёлок | 18        | Нердвинское               |
| 165 | Щелунцово          | деревня | 1         | Карагайское               |
| 166 | Юрич               | село    | 317       | Нердвинское               |
| 167 | Якшино             | деревня | 7         | Рождественское            |
| 168 | Ярино              | деревня | 350       | Никольское                |

По состоянию на 1 января 1981 года на территории Карагайского района находилось всего 248 населённых пунктов.

### Упразднённые населённые пункты
В 2005 году упразднены: н.п. Казарма 1350 км, посёлок разъезда Обва, а также деревни Галанино, Пестово, Субботята, Афонята, Кыши, Чаньшер, Чучки, Бичули, Дуята, Зонята, Селезни, Усть-Лысьва, Калинята, Солодяна, Даньково, Ерши, Гущино, Киченята, Собакино, Харино, Головихино, Лучино, Осетры, Бараново, Викулята, Гавята, Исаково, Косотурово, Подволошно, Сидорята, Тимшата, Торгушино, Шилоносово, Мухино, Нижняя Звяга, Перино, Демино, Маслята.
- 2024 год — деревни Ионино, Кайгородово (Нердвинское сельское поселение), Макарово (Нердвинское сельское поселение), Пирогово, Тарасово.

Восстановленные населённые пункты
Впоследствии деревня Усть-Лысьва была возвращена в перечень населённых пунктов района.

## Экономика
Экономику района определяет сельское хозяйство (60,6 % ВНП). Далее следуют различные отрасли материального производства (13,8 %), непроизводственная сфера (6,7 %), промышленность (3,5 %). Более половины основных производственных фондов сконцентрировано в промышленности строительных материалов (56,1 %). Среди предприятий этой отрасли выделяется Карагайский кирпичный завод (по состоянию на 2006 год завод не работающий). Кроме того, 22,7 % приходится на пищевую промышленность, 12,9 % — на лёгкую. Пищевая промышленность производит 65,6 % валовой продукции района, лёгкая — 13,2 %, промышленность строительных материалов — 12,7 %. В последней трудится 16,8 % занятого населения района. Значительную часть продукции сельского хозяйства района даёт Менделеевская птицефабрика. Для развития сельского хозяйства большое значение имеет Менделеевский элеватор.
Экономические преобразования коснулись и аграрного сектора Карагайского района. Собственниками земли являются почти 400 крестьянских хозяйства, в том числе примерно 150 получают доход только от предпринимательской деятельности. Наряду с крестьянскими хозяйствами в районе созданы десятки кооперативов и малых предприятий. Наибольший удельный вес в хозяйстве района имеют строительные кооперативы и малые торговые предприятия. И всё-таки они ещё не оказывают значительного влияния на его экономику.
По направлению приватизации и денационализации экономики района сделаны первые шаги. На базе районного управления бытового обслуживания созданы малые предприятия с правами юридического лица, часть из них — с частной формой собственности. Перспективы сельскохозяйственных предприятий в значительной степени связаны со сбытом продукции в города Березники и Соликамск, поселения горнозаводского Урала, чему благоприятствует возможность использовании водных путей — рек Обвы и Камы, а также пересекающей район железной дороги.
Основу промышленности составляет пищевая и перерабатывающая отрасли. Сельскохозяйственная специализация — зерновое растениеводство и мясо-молочное животноводство. Наиболее крупные сельскохозяйственные предприятия — ООО Птицефабрика «Менделеевская», ООО «Агрофирма Победа», колхозы «Россия», «Имени Калинина».

## Транспорт
По югу района проходит железнодорожная магистраль «Москва—Владивосток». От находящейся на ней станции Менделеево проходит тракт на районный центр — село Карагай, и далее в Коми-Пермяцкий округ, играя при этом существенную роль в развитии хозяйства района. Через Карагай проходят две транзитные автомагистрали: федеральная Р243 «Кострома — Шарья — Киров — Пермь» и важная региональная автодорога на север 57К-0073 «Кудымкар — Гайны», и далее до Сыктывкара.

## Экология
Экологическая ситуация в районе не носит ярко выраженного кризисного характера, однако наиболее серьёзную угрозу представляет загрязнение рек и водоёмов сточными водами, несущими смывы минеральных удобрений, нечистот из отстойников ферм, свалок и т. п. Основные проблемы охраны окружающей среды района состоят в утилизации твёрдых бытовых отходов и очистке стоков. Основные пути решения этих проблем связаны с использованием отработанного карьера кирпичного завода под утилизацию отходов, а также окончанием строительства новых очистных сооружений.
Под охраной государства находятся на территории района Карагайский заказник, 1 ботанический памятник природы, 4 историко-природных охранных комплекса.

## Археология
В 1,3—1,9 км к юго-западу от центральной части села Рождественск на высоком коренном берегу реки Обвы (правый приток Камы) находится Рождественское городище — крупнейший средневековый археологический памятник Пермского края. Рождественское городище было построено как торгово-ремесленная фактория Волжских булгар на рубеже IX—X веков и функционировало до первой четверти XIV века. На Рождественском археологическом комплексе в погребении ломоватовской культуры № 37, датирущимся рубежом X-XI веков, найдена серебряная трапециевидная подвеска со знаком Рюриковичей — трезубцем князя Владимира Святославовича на одной стороне и мечемолотом на другой стороне, который, по гипотезе С. В. Белецкого, был геральдическим знаком (гербом) приёмного сына Владимира конунга Олава Трюггвасона. Возможно, подвеска являлась одной из «печатей для ношения», выданных купцам Волжской Булгарии для свободной торговли на Руси («Ношаху если [слы] печати злати, а гостье сребрени») и была собственностью местного «купца чулманского» — одного из торговых посредников булгар.

## Известные жители
- Борчанинов Александр Лукич (род. в с. Зюкай) — революционер, активный участник декабрьского вооружённого восстания в Мотовилихе в 1905 году, делегат VI съезда РКП(б), делегат II съезда Советов в 1917 году. До конца своей жизни был крупным партийным работником.
- Будрин Пётр Васильевич (1857-1939 род. с. Нердва) — выдающийся учёный-аграрий, один из организаторов с/х опытного дела России, Украины и Польши, один из создателей Харьковской и Ленинградской научно-образовательных аграрных школ. Ученик А. В. Советова и коллега В. В. Докучаева.
- Бынов, Фёдор Андрианович (1896—1976) (род. в д. Парашино) — декан агрономического факультета, проректор по научной работе Пермского университета, первый ректор (директор) Пермского сельскохозяйственного института.
- Волегов Федот Алексеевич (род. в 1790) — краевед-историк, провёл в с. Карагай детские годы.
- Теплоухов Александр Ефимович (род. в 1811 в с. Карагай) — внёс большой вклад в научное лесопроизводство в Уральском крае. Его дело продолжил его сын — Фёдор Александрович. Он же был одним из основателей Пермского областного краеведческого Музея.
- Хлынова-Деменчук Юлия Алексеевна (род. в 1877 в с. Карагай) — видная революционерка Прикамья.
- Югов Моисей Иванович (род. в 1760 в с. Юрическое) — первооткрыватель Кизеловского каменного угля.